# الطريف
الطريف هي قرية تبعد عن مركز مدينة صحار بمسافة 2 كم هي من الأكثر المناطق سكاننا بصحار وهي المنطقة المهمة في المدينة بعد (الهمبار) وهي من المناطق المفضلة في الإقامة والسكن لوجود جميع الخدمات الأساسية.

## معالمها
تشتهر بالمعلم الديني الشهير «جامع الشيخ خليفة بن زايد آل نهيان» ومعلم «ساحة العربي» سابقا ودوار صلان يقاربه «مجمع الصواري» وطريق «السلطان قابوس» الشهير، ومركز السفير مول

## الخدمات
يوجد بها عدة مراكز تجارية ودوائر حكومية ومنها:
سفير مول، كارفور، مركز سفير، المديرية العامة للسياحة، مركز الطريف الصحي، دائرة التقاعد للخدمة المدنية، بلدية صحار، مدرسة صحار العالمية ومدرسة واحة المعرفة الخاصة (عبقري الرياضيات).

## القبائل
المنطقة يسكنها عدة قبائل منها: المقبالي، الشبلي، الغيثي، العمراني، الجهوري، العنبوري، النقبي، الفتحي، العيسائي، العبيداني، العجمي وقبائل أخرى.